# Enric Heras i Sicars

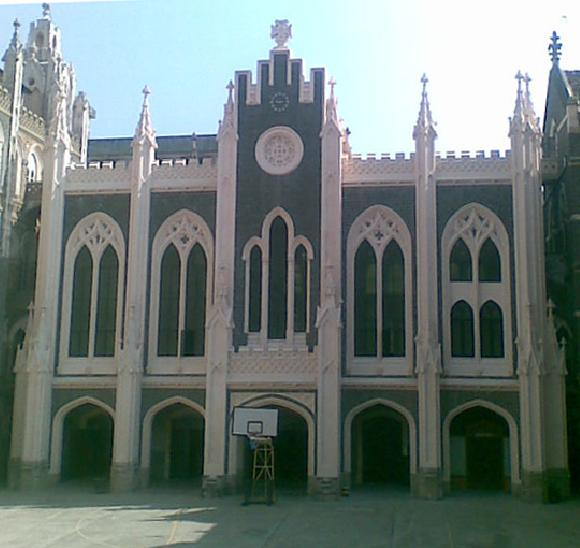
El St. Xavier's College de Bombai on Enric Heras treballà gran part de la seva vida

Enric Heras i Sicars (Barcelona, 11 de setembre de 1888 - Bombai, Índia, 14 de desembre de 1955), posteriorment conegut com a Henry Heras, va ser un religiós jesuïta, arqueòleg i historiador català de primers del segle XX. Va ser un dels experts més importants del món de la història de l'Índia.

## Biografia
Enric Heras va néixer al carrer Conde de Asalto (actualment Nou de la Rambla) de Barcelona, fill de Ponç Heras i Jordà, natural de Girona i de família originària de Canet d'Adri, i de Maria Sicars i Couret, natural de Perpinyà.
El 1904 Enric Heras va entrar a formar part de la Companyia de Jesús. Vers 1920, després d'haver cursat estudis a Tortosa, exercí de professor a Oriola i fet estudis de teologia a Sarrià, va ser ordenat sacerdot.
Va emigrar més tard, el 1922, a l'Índia, llavors sota el Raj Britànic. Exercí de professor d'història al St. Xavier's College de Bombai on inicià les seves investigacions sobre la història i la cultura de l'Índia. Totalment dedicat a la seva feina, va fundar l'Indian Historical Research Institute dins el mateix St. Xavier's College el 1925. Més endavant, aquest institut es va dir Heras Institute of Indian History and Culture. Les seves principals recerques es basaren en la dinastia Aravidu de Vijayanagara, la història de la dinastia Pal·lava i la interpretació de les inscripcions de la civilització de la Vall de l'Indus. Durant la Guerra Civil Espanyola va simpatitzar amb el bàndol revoltat. Després de la Independència de l'Índia Enric Heras va prendre la nacionalitat d'aquest estat. Va ser membre del senat de la Universitat de Bombai, vicepresident de la sucursal a Bombai de la Royal Asiatic Society, membre de l'Indian Historical Records Commission i de l'International Committee of Historical Sciences. A part de les activitats docents i d'investigació, va promoure la simbologia i l'estil de l'art de l'Índia en la iconografia cristiana índia. Enric Heras morí a Bombai a l'edat de 67 anys.
L'any 1981 el Departament Postal de l'Índia va emetre un segell en honor d'Enric Heras amb el seu retrat i una tauleta de Mohenjo-Daro.
Fou cunyat de l'industrial Ramon Par i Tusquets, casat amb la seva germana Josefina.

## Obres
- The Writing of History, Madras, 1926.
- The Aravida Dynasty of Vijayanagara, Madras, 1927.
- Beginning of Vijayanagara History, Bombay, 1929.
- The Conversion Policy of the Jesuits in India, Bombay, 1933.
- Studies in Pallava History, Madras, 1933.
- The Story of the Magi, Society of Saint Paul, Bombay, 1954
- Studies in Proto-Indo-Mediterranean Culture, 1955.